# サンクチュアリ (2005年の映画)
『サンクチュアリ』（英：Mrs.）は、2005年に製作され、2006年10月7日より公開された日本映画。瀬々敬久監督。黒沢あすか・山下葉子主演。
2006年、第7回全州（チョンジュ）国際映画祭招待作品。

## キャス ト
- 山本アキ：黒沢あすか
- 黒木裕子：山下葉子
- キリコ：未向
- 黒木秀雄：武田修宏
- 光石研
- 山本辰夫：長門勇
- 下元史朗
- 外波山文明
- 小水一男
- 翁華栄
- 関根浩一
- 芦村瑞樹
- 後町有香
- 石川裕一